# حملات به مزارع در آفریقای جنوبی

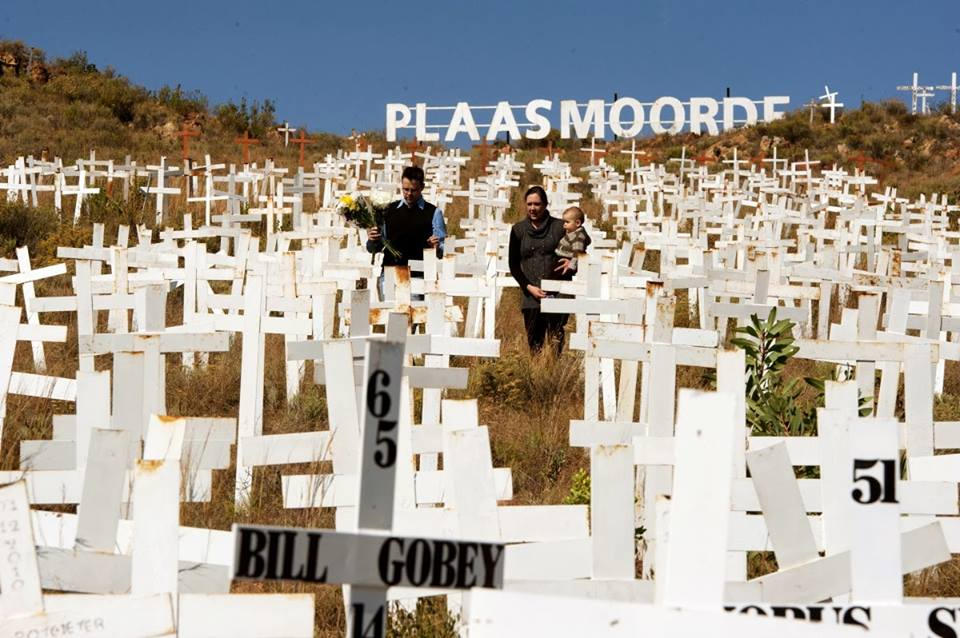
کشته‌شدگان آفریقای جنوبی در قبرستانی با نمادهای صلیب

در حملات به مزارع آفریقای جنوبی، مزرعه‌داران عموماً سفیدپوست و کارگران عموماً سیاهپوست مزارع آفریقای جنوبی هدف جرایم خشونت‌بار از جمله قتل، ضرب و جرح و دزدی می‌شوند. این حملات از سوی رسانه‌ها در آفریقای جنوبی و خارج از آن زیر ذره‌بین قرار گرفته‌است. داده‌های کافی برای برآورد قابل اتکای نرخ قتل مزرعه‌داران آفریقای جنوبی موجود نیست. داده‌های دولت آفریقای جنوبی نشان می‌دهد بین ۵۸ و ۷۴ مورد قتل سالانه بین ۲۰۱۵ و ۲۰۱۷ رخ داده که با ارقام جمع‌آوری شده از سوی سندیکای مزرعه‌داران همخوانی دارد.
گروه‌های دست راستی در آفریقای جنوبی و آمریکا ایده «نسل‌کشی سفیدپوستان» را مکرراً ترویج کرده‌اند و این از کلیدواژه‌های مورد استفاده ملی‌گرایان سفیدپوست است. برخی سیاهان آفریقای جنوبی سعی کرده‌اند زمینی را که به آن ادعا دارند بازپس بگیرند ولی پلیس چنین تلاش‌هایی برای تصاحب زمین را متوقف کرده‌است.
واقعیت‌سنجان به طور گسترده وجود نسل‌کشی سفیدپوستان در آفریقای جنوبی را نادرست یا افسانه‌وار دانسته‌اند.